# Agariste (Tochter des Hippokrates)
Agariste (altgriechisch Ἀγαρίστη Agarístē) war die Tochter des athenischen Adligen Hippokrates aus dem Geschlecht der Alkmaioniden. Sie war benannt nach ihrer Großmutter Agariste, der Tochter des Tyrannen Kleisthenes von Sikyon.
Bekannt ist sie für ihren Traum, dass sie ihrem Gatten Xanthippos einen Löwen gebären würde. Wenige Tage später gebar sie Perikles, der wie Agaristes Onkel Kleisthenes die attische Politik reformierte.